# Privassion Creek
Privassion Creek är ett vattendrag i Belize. Det ligger i distriktet Cayo, i den centrala delen av landet, 40 km sydväst om huvudstaden Belmopan.
I omgivningarna runt Privassion Creek växer i huvudsak städsegrön lövskog. Runt Privassion Creek är det glesbefolkat, med 10 invånare per kvadratkilometer.